# Мбур
Мбур (фр. M'bour) — портове місто Сенегалу, в регіоні Тієс.  

## Географія

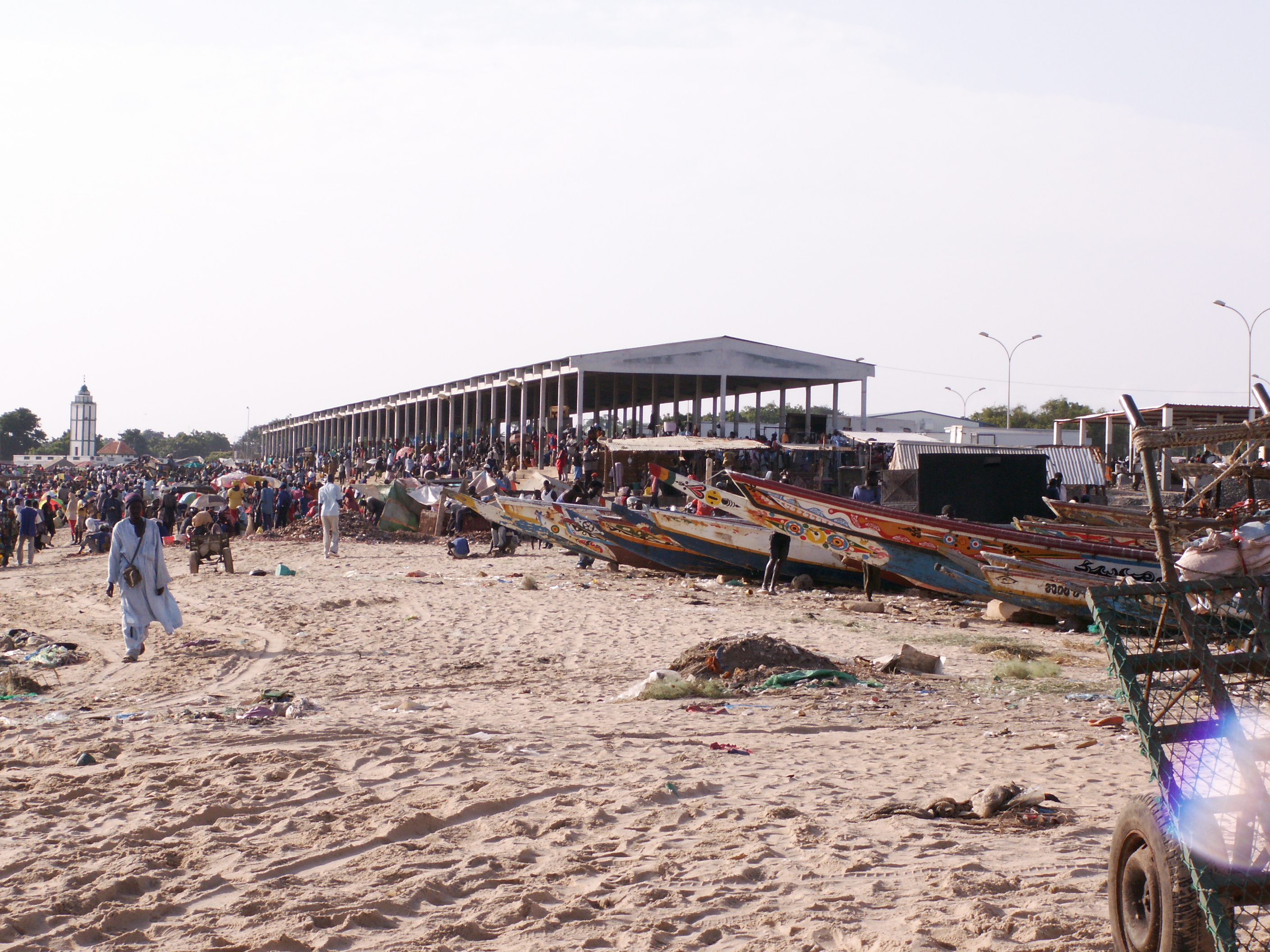

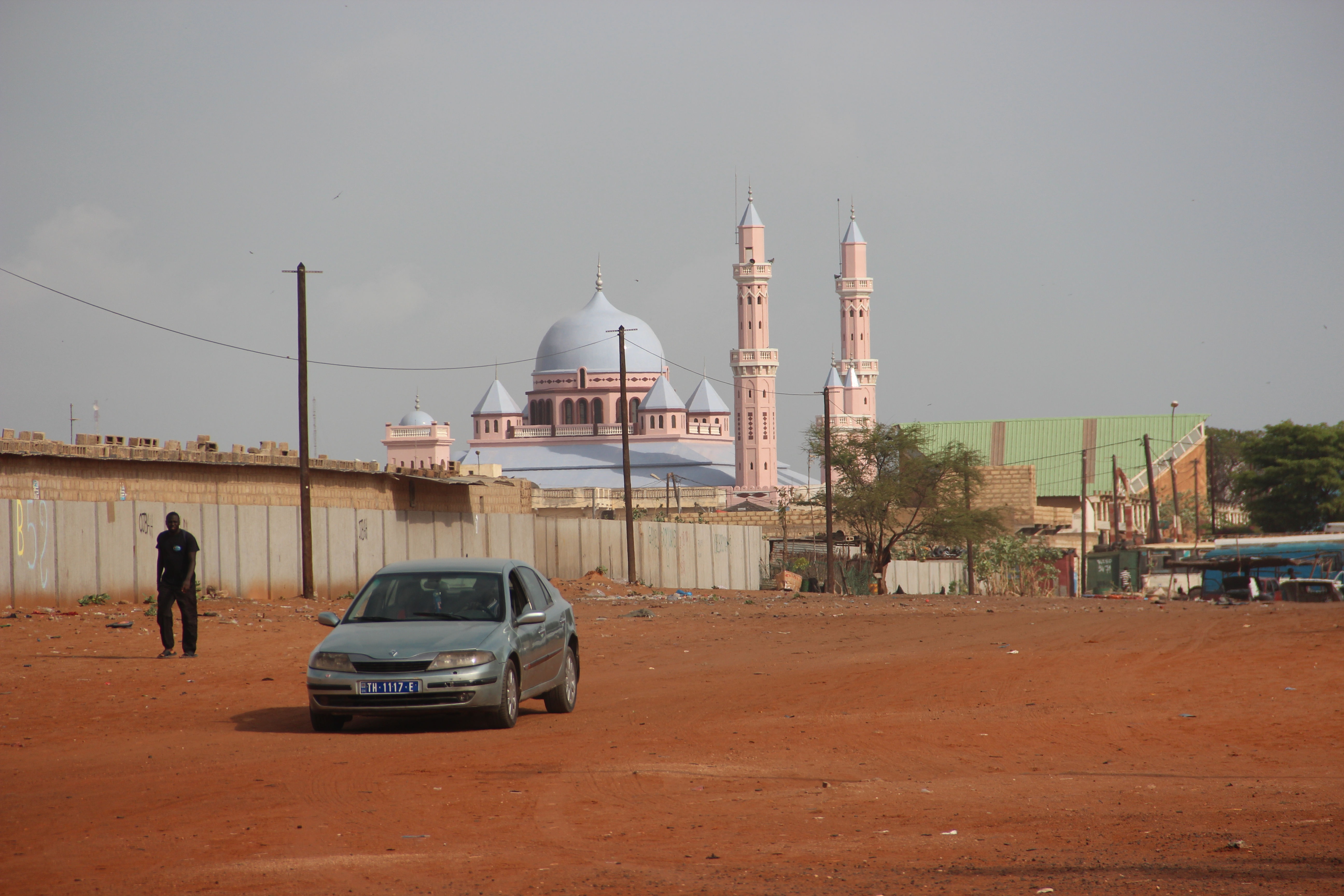

Місто розташоване за 83 км від Дакару, на нульовій висоті над рівнем моря.

## Клімат
| Кліматограма Мбуру | Кліматограма Мбуру | Кліматограма Мбуру | Кліматограма Мбуру | Кліматограма Мбуру | Кліматограма Мбуру | Кліматограма Мбуру | Кліматограма Мбуру | Кліматограма Мбуру | Кліматограма Мбуру | Кліматограма Мбуру | Кліматограма Мбуру |
| --- | ------------------ | ------------------ | ------------------ | ------------------ | ------------------ | ------------------ | ------------------ | ------------------ | ------------------ | ------------------ | ------------------ |
| С | Л                  | Б                  | К                  | Т                  | Ч                  | Л                  | С                  | В                  | Ж                  | Л                  | Г                  |
| 1 31 18 | 1 31 19            | 0 32 19            | 0 32 19            | 0 31 21            | 2 31 23            | 52 30 25           | 161 30 25          | 111 31 25          | 32 25              | 0 33 23            | 1 32 20            |
| Середня макс. і мін. температури повітря (°C) Атмосферні опади (мм), за рік : 361 мм. Джерело: «Climate-Data.org» (англ.) |                    |                    |                    |                    |                    |                    |                    |                    |                    |                    |                    |

## Демографія
Населення Мбура, станом на 2023 рік, налічує 284 189 осіб.
| 1976   | 1988   | 1997    | 2002    | 2005    | 2007    | 2012    | 2023    |
| ------ | ------ | ------- | ------- | ------- | ------- | ------- | ------- |
| 37 663 | 76 751 | 109 317 | 153 503 | 170 699 | 181 825 | 233 883 | 284 189 |

## Економіка
Основними галузями промисловості міста є туризм, рибальство та переробка арахісу. Мбур є туристичним місцем.

## Спорт
У місті є футбольні команди: «Стейд Мбур» та «Мбур Мбур Петіт-Кот», які виступають у Першій лізі Сенегалу і жіночий футбольний клуб «Дорадес де Мбур».

## Персоналії
Уродженці
- Кара Мбоджі — сенегальський футболіст.
- Ібраїма Ньян — сенегальський футболіст.
- Мусса Конате — сенегальський футболіст.
- Абдулає Сек — сенегальський футболіст.

## Міста-побратими
- Конкарно, Франція (1974)